# 98 디그리스
98 디그리스(98 Degrees, 98°)는 미국 로스앤젤레스 출신의 보이 밴드이다.

## 디스코그래피
- 1997: 98°
- 1998: 98° And Rising
- 1999: This Christmas
- 2000: Revelation
- 2002: The Collection